# Podlëdnyj (kulle)
Podlëdnyj är en kulle i Antarktis. Den ligger i Östantarktis. Australien gör anspråk på området. Toppen på Podlëdnyj är 67 meter över havet.
Terrängen runt Podlëdnyj är platt. Trakten är obefolkad. Det finns inga samhällen i närheten.